# آساهی یوکوکاوا
آساهی یوکوکاوا (انگلیسی: Asahi Yokokawa؛ زادهٔ ۲۶ مهٔ ۲۰۰۲) بازیکن فوتبال اهل ژاپن است.
وی همچنین در تیم‌های ملی فوتبال زیر ۱۷ سال ژاپن، زیر ۱۷ سال ژاپن، و زیر ۱۷ سال ژاپن بازی کرده‌است.